# 德国14号高速公路
德国14号高速公路（Bundesautobahn 14，简称BAB 14或A 14）是德国的一条高速公路，目前分為不相通的兩段，分別連接什未林和維斯馬，以及馬格德堡和德累斯頓。兩段之間的路段正在興建，完成後全長422公里。
是歐洲E49公路的一部份。